# Tvій формат
«Tvій формат» — альбом, який містить акустичну програму гурту «Океан Ельзи», запис якої зроблено 4 вересня 2003 року під час зйомок програми продюсера Олександра Асаулюка «tvій формат» в студії Першого Всеукраїнського музичного телеканалу «М1». Альбом випущено лейблом «Lavina Music».
Платівка вийшла досить спокійною та гармонійною. Святослав Вакарчук зізнався, що «…сімдесят відсотків пісень в такому варіанті мені подобаються набагато більше, ніж альбомні версії. Особливо „Дівчина“…».

## Композиції
1. «Дівчина (з іншого життя)» (3:41)
2. «Мало мені» (5:22)
3. «Холодно» (5:08)
4. «Поясни» (3:51)
5. «Етюд» (3:23)
6. «Сосни» (4:38)
7. «Мене» (3:03)
8. «Для тебе» (3:33)
9. «Невидима сім'я» (4:14)
10. «Ото була весна» (3:57)
11. «Віддам» (4:03)

Бонус-трек:
- «Я їду додому» (1:59)

Музика і слова — Святослав Вакарчук, крім

2 — музика Святослав Вакарчук / Павло Гудімов, слова Святослав Вакарчук

4 — музика і слова Павло Гудімов

9 — музика Святослав Вакарчук / Павло Гудімов, слова Святослав Вакарчук

10 — музика Океан Ельзи, слова Святослав Вакарчук

## Музиканти

### «Океан Ельзи»
1. Святослав Вакарчук — вокал
2. Павло Гудімов — акустична гітара, бек-вокал
3. Юрій Хусточка — бас-гітара
4. Дмитро Шуров — піаніно, Rhodes-piano, орган
5. Денис Глінін — барабани, перкусія

### Виконавці бонус-треку
1. Святослав Вакарчук — вокал
2. Єгор Олєсов — акустична гітара
3. Іван Лохманюк — бас-гітара
4. Дмитро Шуров — Rhodes-piano
5. Олег Фєдосов — барабани

## Цікаві факти
- Перші 4 000 примірників диску стали унікальними — вони вийшли з не зовсім правильним списком пісень. У наступних серіях помилку виправили.[2]